# Zofia Grzesik
Zofia Grzesik, ps. Zosia (ur. 25 grudnia 1916 w Łodzi, zm. 9 czerwca 2007 tamże) – harcerka, nauczycielka, sanitariuszka i działaczka Szarych Szeregów, wychowawczyni młodzieży i propagatorka kultury, podporucznik Wojska Polskiego.

## Życiorys
Urodziła się 25 grudnia 1916 roku w Łodzi. Z harcerstwem związana od 1924 roku początkowo jako Zuch, a od 1927 roku jako harcerka. W 1935 roku została drużynową II ŁDH im. Narcyzy Żmichowskiej. W następnym roku ukończyła Seminarium Nauczycielskie im. Anieli Szycówny w Łodzi. 
Po ataku niemieckiej III Rzeszy na Polskę, razem z całą drużyną, uczestniczyła w Pogotowiu Harcerek początkowo brała udział w organizacji punktu kantyny dla jednostek dyżurujących w Łodzi. W nocy z 4 na 5 września opuściła placówkę w związku z jej likwidacją. Następnie od 10 października, jako wolontariuszka, pracowała w Szpitalu Polskich Jeńców Wojennych przy ul. Leczniczej 6 w Łodzi, aż do jego likwidacji w styczniu 1940 roku. Wtedy też II ŁDH im. Narcyzy Żmichowskiej przestała istnieć. 
Wiosną 1940 przystąpiła do działalności konspiracyjnej jako kurierka. Przenosiła korespondencję, części do krótkofalówek i podziemną prasę pomiędzy Łodzią, a Warszawą, Piotrkowem, Sieradzem, Pabianicami i Kaliszem. 15 kwietnia 1941 roku została aresztowana przez Niemców podczas przekraczania granicy z Generalnym Gubernatorstwem w okolicach Piotrkowa . Została skazana na miesiąc więzienia. Karę odbywała w Kaliszu. Po zakończeniu wyroku została wywieziona na roboty przymusowe do Havekostu w Niemczech . Nadal utrzymywała kontakt z Państwem Podziemnym, rozprowadzając wśród Polaków książki i pomagała w przekazywaniu korespondencji pomiędzy nimi, a ich rodzinami pozostałymi na terenach okupowanej Polski. Ponownie aresztowano ją 13 maja 1944 roku i osadzono w więzieniu we Wrocławiu, skąd 26 maja przetransportowano ją do Obozu Koncentracyjnego Ravensbrück. 26 czerwca przeniesiono ją do Obozu Buchenwald, gdzie przebywała aż do wyzwolenia, które nastąpiło w kwietniu 1945 roku. 8 maja wróciła do Łodzi po trwającej dziesięć dni pieszej podróży. 
Po powrocie rozpoczęła pracę przy odbudowywaniu struktur ZHP. Została komendantką Hufca Łódź-Południe . Od 26 września 1946 roku pełniła obowiązki kierownika Wydziału Propagandy Komendy Chorągwi Łódzkiej Harcerek. 8 października 1946 roku została mianowana podharcmistrzynią, a 15 czerwca 1948 roku harcmistrzynią. 28 września 1948 roku została zastępcą kierownika organizacyjnego Komendy Chorągwi, następnie pełniła funkcję kierownika Akcji Letniej i kierownika Wydziału Organizacyjnego Komendy Chorągwi, którym była do 1 września 1949 roku. W związku ze zmianami ideologicznymi odeszła z harcerstwa, do którego powróciła w 1960 roku jako członek komisji historycznej Komendy Chorągwi Łódzkiej .
Po odejściu z ZHP na przełomie lat 1949/50 rozpoczęła pracę w Zakładach Przemysłu Bawełnianego nr 8 im. Sz. Harnama w Dziale Organizacji Pracy i Płacy. W czasie wolnym udzielała się w Przyzakładowym Domu Kultury, poświęcając się wychowywaniu młodzieży i krzewieniu kultury. Od 1952 roku związana była też z Zespołem Tańca Ludowego „Harnam”, uczestniczyła w jego prowadzeniu, pomagając w sprawach organizacyjnych i technicznych. Zajmowała się również zespołowym archiwum.
18 marca 1976 roku została członkiem zwyczajnym Związku Bojowników o Wolność i Demokrację, w 1992 roku także członkiem Stowarzyszenia Polaków Poszkodowanych przez III Rzeszę, a w 1993 Stowarzyszenia Szarych Szeregów . Za działalność podczas II wojny światowej została wyróżniona licznymi odznaczeniami, a 1 czerwca 2001 roku została mianowana na stopień podporucznika Wojska Polskiego . Za społeczną pracę w Zespole Tańca Ludowego „Harnam” uhonorowana została m.in.: Odznaką m. Łodzi i  Złotym Krzyżem Zasługi.
Zmarła 9 czerwca 2007 roku w Łodzi.

## Odznaczenia
- Medal Wojska po raz 1, 2, 3 i 4 (1948)[12],
- Honorowa Odznaka m. Łodzi (1962)[13][10],
- Złoty Krzyż Zasługi (1967)[a][9],
- Krzyż Kawalerski Orderu Odrodzenia Polski (1973)[14],
- Odznaka Grunwaldzka (1975)[15],
- Odznaka „Zasłużony Działacz Kultury” (1978)[16],
- Krzyż Armii Krajowej (1979)[17],
- Medal „Za udział w wojnie obronnej 1939” (1982)[18],
- Krzyż Oświęcimski (1986)[19],
- Krzyż „Za Zasługi dla ZHP” z Rozetą - Mieczami (1987)[20],
- Odznaka „Weteran Walk o Wolność i Niepodległość Ojczyzny” (2001)[21].